# Hierococcyx fugax
Il cuculo sparviero fuggitivo (Hierococcyx fugax Horsfield, 1821) è un uccello della famiglia Cuculidae.

## Distribuzione e habitat
Questo uccello vive in Asia meridionale, orientale e sudorientale, dall'India all'Indonesia.

## Tassonomia
Hierococcyx fugax non ha sottospecie, è monotipico.